# Association internationale des femmes
Die Association internationale des femmes (Internationale Frauen-Assoziation) wurde am 24. Juli 1868 von der Genferin Marie Goegg-Pouchoulin gegründet. Das Ziel der Organisation war die „soziale, wirtschaftliche, rechtliche und politische Gleichstellung der Frau“. Die AIF war die erste internationale Frauenrechtsorganisation mit Schwerpunkt in der Schweiz.
Als eine der ersten Organisationen der Schweizer Frauenbewegung bemühte sich die AIF in den Jahren 1868 bis 1870 einerseits um eine Revision und eidgenössische Vereinheitlichung des Privatrechts zugunsten der Frauen. Andererseits war sie für zwei Vorstöße an den Nationalrat verantwortlich, in denen die zivilrechtliche Gleichstellung der Frau im Rahmen der Totalrevision der Bundesverfassung gefordert wird, wie zum Beispiel die Zulassung von Frauen der Genfer Universität und die Aufhebung eines Gesetzes, das ledige und verwitwete Frauen unter männliche Vormundschaft stellte.
Der radikale politische Kurs von Goegg-Pouchoulin stieß im Vorstand auf Widerstand und führte schließlich zur Auflösung der AIF im Jahr 1872 (offiziell 1873) und zur Neugründung ihrer Nachfolgeorganisation, der Association internationale pour la défense des droits de la femme, kurz Solidarité, durch Goegg-Pouchoulin und Julie von May von Rüed.
Auch die Solidarité vertrat eine streng egalitäre Philosophie. Nur wenige Frauen fühlten sich von dem für die damalige Zeit sehr seltenen Radikalfeminismus angesprochen. Nachdem die kantonalen Verfassungsrevisionen in der Folge der Totalrevision der Bundesverfassung abgeschlossen waren, verlor die Solidarité ihren Daseinszweck und versank in der politischen Versenkung.  1880 wurde sie von Marie Goegg-Pouchoulin offiziell aufgelöst.
"Als 1891 die nächste Generation junger Frauenrechtlerinnen die ‚Union des femmes de Genève’ gründen, ziehen sie die Gründerin der Schweizer Frauenbewegung zu Rate und wählen sie zur Vizepräsidentin. Am ersten Frauenkongress der Schweiz 1896 nimmt die 70-jährige Marie Goegg noch teil in der Hoffnung, dass nun auch das Stimmrecht für Frauen unmittelbar bevorstehe. Das Wahlrecht sowie das Recht, bei Volksentscheiden mitzustimmen, erhielten die Schweizerinnen erst 1971."